# Glaphyra schmidti
Glaphyra schmidti là một loài bọ cánh cứng trong họ Cerambycidae.